# Livets lov
Livets lov (russisk: Закон жизни) er en sovjetisk film fra 1940 af Aleksandr Stolper og Boris Ivanov.

## Medvirkende
- Daniil Sagal som Paramonov
- Aleksandr Lukjanov som Ognerubov
- Oswald Glazunov som Babanov
- Nina Zorskaja som Natasja Babanova
- Jelena Kondratjeva som Nina Babanova